# استپنوی (شهرستان خایبولینسکی، باشقیرستان)
استپنوی (انگلیسی: Stepnoy, Khaybullinsky District, Republic of Bashkortostan) یک شهرک در شهرستان خایبولینسکی استان باشقیرستان کشور روسیه است.